# Lyric Street Records
Lyric Street Records é uma gravadora americana especializada em música country. O rótulo é parte da Disney Music Group, que é propriedade da Walt Disney Company. O Presidente Randy Goodman, um ex-gerente geral para a RCA Records, fundou  em 1997.
A gravadora lançou uma etiqueta subsidiária, a Carolwood Records, em Outubro de 2008. Jessica Andrews foi o primeiro artista assinou esta etiqueta subsidiária, seguido por Trent Tomlinson (que foi formalmente assinado a Lyric Street propriamente dita) e Love and Theft. Carolwood fechou em novembro de 2009, com a maioria do seu pessoal a ser transferido de volta para Lyric Street. Love and Theft, Ruby Summer, e os parques foram transferidos para a apropriada Lyric Street, e Tomlinson devolvido a ele. A Disney Music Group decidiu em abril de 2010 que A Lyric Street Records fosse incorporada à Hollywood Records. E desde então, a Lyric Street passa a não mais existir. Os artistas da Lyric Street passam a gravar com a Hollywood Records, que também pertence à Disney Music.